# Mondo Urbano
Mondo Urbano é uma série de revistas de histórias em quadrinhos brasileira publicada de forma independente por Rafael Albuquerque, Mateus Santolouco e Eduardo Medeiros entre 2008 e 2009, em três partes: Powertrio, Overdose, Cabaret - uma referência a figura de linguagem "Sexo, drogas e rock and roll". Posteriormente, um quarto volume, Encore, seria lançado. Inicialmente "Mondo Urbano" era o título usado para designar o grupo de artistas mas, quando a série foi publicada em 2010 nos Estados Unidos pela editora Oni Press em forma de Trade paperback, reunindo todas as edições num único volume, tal título foi usado para designar toda a série.
A série, indicada ao Trófeu HQ Mix de "melhor projeto editorial", destaca-se pela colorização monocromática e pela interligação entre suas tramas. No mesmo ano uma versão em português desse volume foi lançada no Brasil, pela Editora Devir. Em 2019, Mondo Urbano foi republicada em uma edição comemorativa de 10 anos, pela editora Mino.